# Segura de Toro
Segura de Toro ist ein westspanischer Ort und eine Gemeinde (municipio) mit 180 Einwohnern (Stand: 2024) im Norden der Provinz Cáceres in der Autonomen Gemeinschaft Extremadura nahe der Grenze zu Kastilien-León.

## Lage und Klima
Der Ort Segura de Toro liegt in einer waldreichen Umgebung in ca. 635 m Höhe – die Entfernung zur Nachbarstadt Hervás beträgt etwa 14 km (Fahrtstrecke) in nordöstlicher Richtung; die Stadt Béjar in der Nachbarprovinz Kastilien-León ist nur etwa 33 km in Richtung Nordosten entfernt. Das Klima ist gemäßigt; Regen fällt überwiegend im Winterhalbjahr.

## Bevölkerungsentwicklung
| Jahr      | 1857 | 1900 | 1950 | 2000 | 2021 |
| Einwohner | 318  | 387  | 458  | 205  | 190  |

Die Mechanisierung der Landwirtschaft und die Aufgabe bäuerlicher Kleinbetriebe („Höfesterben“) haben zu einem Verlust an Arbeitsplätzen und in der Folge zu einer Abwanderung eines Teils der Bevölkerung in die Städte geführt.

## Wirtschaft
Die Bewohner des Ortes lebten jahrhundertelang weitgehend als Selbstversorger von den Erträgen der kleinen Felder und vor allem von der Viehzucht. Heute spielen vor allem der Obst- und Gemüseanbau sowie die Forstwirtschaft die wichtigsten Rollen im Wirtschaftsleben der Gemeinde; daneben spielt der Wander-Tourismus in den umliegenden Kastanienwäldern der Umgebung eine weniger bedeutende Rolle.

## Geschichte
Die Gegend war wahrscheinlich um 500 v. Chr. vom keltischen Volksstamm der Vettonen besiedelt; Römer, Westgoten und Mauren haben dagegen keine Spuren auf dem hochgelegenen Gemeindegebiet hinterlassen und so beginnt die Geschichte des Ortes erst nach der Rückeroberung (reconquista) und Wiederbesiedlung (repoblación) der Region im 12. und 13. Jahrhundert. Im Mittelalter gehörte Segura de Toro vorübergehend dem Templerorden (siehe Ortswappen), der hier im 12. Jahrhundert eine Burg erbaute, jedoch in den Jahren 1307 bis 1312 aufgelöst wurde.

## Sehenswürdigkeiten

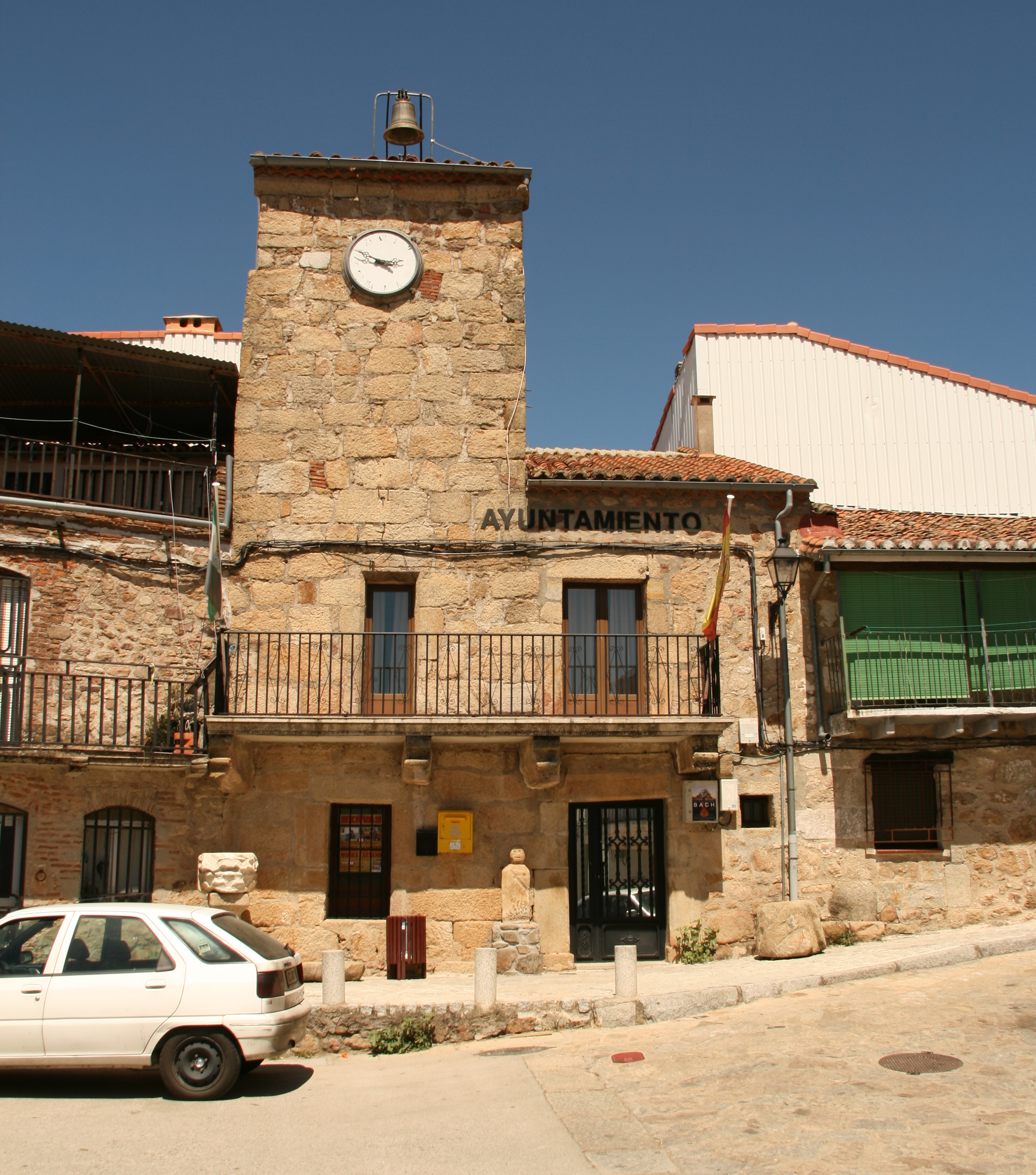
Rathaus mit Kriegerstatue

- Wichtigste Sehenswürdigkeit ist der in der Umgebung gefundene und auf die Plaza Mayor verbrachte Figur eines iberischen Stiers oder Ebers (verraco), der in die Zeit des 6. oder 5. Jahrhunderts v. Chr. datiert wird. Sie ist aus einem Granitblock herausgearbeitet, wobei in dieser Zeit eine – andernorts durchaus mögliche – Verwendung metallener Werkzeuge unklar ist.
- Die aus Bruchsteinen errichtete Kirche San Juan ist ein unscheinbarer Bau des 15. Jahrhunderts mit einem kleinen Glockengiebel (espadanya). Die großen Natursteine des Bauwerks sind von dicken Putzschichten überdeckt. Der freistehende Glockenturm (campanario) ruht auf einem Fundament aus großen Granitblöcken.
- Die Ruinen der mauerumgürteten Templerburg (castillo) befinden sich in der Nähe der Kirche.
- Vor der Außenwand des Rathauses (ayuntamiento) ist die Replik einer „primitiv“ anmutenden Statue eines „keltischen Kriegers“ aufgestellt worden.[4]